# Arkadiusz Letkiewicz
Arkadiusz Letkiewicz (ur. 22 listopada 1965 roku w Szczytnie) – polski, emerytowany oficer policji, wykładowca i muzyk.

## Życiorys
Jest absolwentem Wydziału Zarządzania Uniwersytetu Gdańskiego. W 2000 uzyskał stopień naukowy doktora w zakresie nauk o zarządzaniu na Uniwersytecie Warmińsko-Mazurskim na podstawie napisanej pod kierunkiem Mirosława Łaguny dysertacji Empiryczna weryfikacja modelu partycypacji decyzyjnej Vrooma-Yettona. W 2008 otrzymał stopień naukowy doktora habilitowanego, specjalność kierowanie organizacjami na Akademii Obrony Narodowej. Jest profesorem Politechniki Rzeszowskiej, profesorem Akademii Marynarki Wojennej w Gdyni (na Wydziale Dowodzenia i Operacji Morskich) oraz profesorem nadzwyczajnym Uniwersytetu Warmińsko-Mazurskiego.
Służbę w Policji rozpoczął w 1996. Zajmował różne stanowiska w Wyższej Szkole Policji w Szczytnie, by zostać następnie jej komendantem-rektorem. Od 16 stycznia 2012 był zastępcą Komendanta Głównego Policji, odwołany został w dniu 26 kwietnia 2013.
Od 2010 roku współpracuje z zespołem Hunter, gra na instrumentach perkusyjnych. Jest endorserem produktów firmy Meinl. Z zespołem nagrał cztery albumy studyjne: Królestwo (2012), Imperium (2013), NieWolnOść (2016) i Arachne (2019).
Od 2017 profesor w Wydziale Nauk Stosowanych Akademii WSB.

## Publikacje
- Efektywność decyzji kierowniczych, Wydaw. Wyższej Szkoły Policji, 2001, ISBN 83-85703-78-0
- Podstawy kierowania organizacjami, Wydawnictwo Wyższej Szkoły Policji, 2005, ISBN 83-7462-010-2
- Zarządzanie zmianami w organizacji publicznej, Wydział Wydawnictw i Poligrafii Wyższej Szkoły Policji, 2006, ISBN 978-83-7462-050-5
- Kierunki i metody doskonalenia organizacji pracy policji, Oficyna Wydawnicza Politechniki Rzeszowskiej, 2007, ISBN 978-83-7199-450-0
- Etyka w zarządzaniu Policją, Wydawnictwo Wyższej Szkoły Policji, 2011, ISBN 978-83-7462-292-9
- Kompetencje menedżerskie w polskiej policji, Oficyna Wydawnicza Politechniki Rzeszowskiej, 2012, ISBN 978-83-7199-732-7

## Odznaczenia
- Brązowy Krzyż Zasługi (2004)[9]
- Odznaka Za wybitne zasługi dla Stowarzyszenia Emerytów i Rencistów Policyjnych[10]

## Instrumentarium
| - Meinl Stand Alone Bell Tree - 27 Brass - Meinl Hihat Tambourine - Stahlschellen - Meinl Percussion Jingle Bell - 14" - Meinl Candela Timbales Crash Ride - 18" - Meinl Finger Cymbals - Hanging, 2 3/8" - Meinl Artist Series Attack Timbales (Dave Mackintosh) 8" x 9", 8" x 11" |  | - Meinl Marathon Series Turbo Timbales - Meinl Studiomix Shaker (SH12-L-BK) - Meinl Traditional Stand Alone Wood - Meinl Bahia Wood Surdos - 18" x 16 - Meinl Bahia Wood Surdos - 20" x 16" |